# تیم اکونر (هنرپیشه)
تیم اوکانر (انگلیسی: Tim O'Connor؛ زادهٔ ۳ ژوئیهٔ ۱۹۲۷ - درگذشته ۵ آوریل ۲۰۱۸) یک هنرپیشه اهل ایالات متحده آمریکا بود.

## فیلم‌شناسی
- دود اسلحه (۱۹۶۴)
- منطقه نیمه‌روشن (۱۹۶۳)
- خیابان‌های سان‌فرانسیسکو (۱۹۷۲)
- سسسسسسس (۱۹۷۳)
- پیشتازان فضا: نسل بعدی
- سلاح عریان دو و یک‌دوم: بوی ترس